# Treizième (musique)

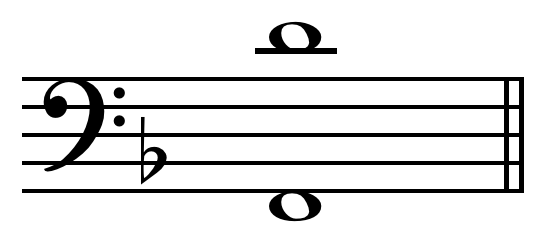
Un treizième entre un ré et un fa.

En musique, une treizième est un intervalle d'une octave et d'une sixte. La treizième est l'accord maximal de la gamme heptatonique (à 7 intervalles).